# Dau (filme)
Dau é um filme russo de 2019, integrante do Projeto DAU, de Ilya Khrzhanovsky. O filme trata da vida do cientista soviético Lev Landau, apelidado Dau, vencedor do Prêmio Nobel de Física de 1962.
A estréia, no dia 25 de janeiro de 2019, em Paris, deu-se na forma de uma dúzia de longas-metragens exibidos numa extensa imersão de 24 horas dentro de uma instalação artística.  Também foi previsto um lançamento cinematográfico convencional, na forma de um único longa-metragem e, posteriormente, outros 15 filmes e seis séries de televisão.
O filme é um dos maiores e mais controversos projetos cinematográficos da Rússia.

## Elenco
Teodor Currentzis, músico, regente e ator  grego, interpreta o papel de Dau, enquanto Radmila Shchegoleva, a única atriz profissional do elenco principal, interpreta sua esposa. Alexei Blinov, líder de desenvolvimento técnico do longa-metragem, também atua, como Prof. Blinov.
O elenco também incluiu artistas de diferentes áreas, cientistas até mesmo um rabino, destacando-se Gerard Depardieu, Anatoly Vasiliev, Dmitry Chernyakov, Olga Shkabarnya, Peter Sellars, Romeo Castellucci, Adin Steinsaltz, Carsten Höller, Marina Abramović, David Gross, Shing-Tung Yau, Nikita Nekrasov, Carlo Rovelli, James H. Fallon, Willem Dafoe, Charlotte Rampling e outros.

## Produção

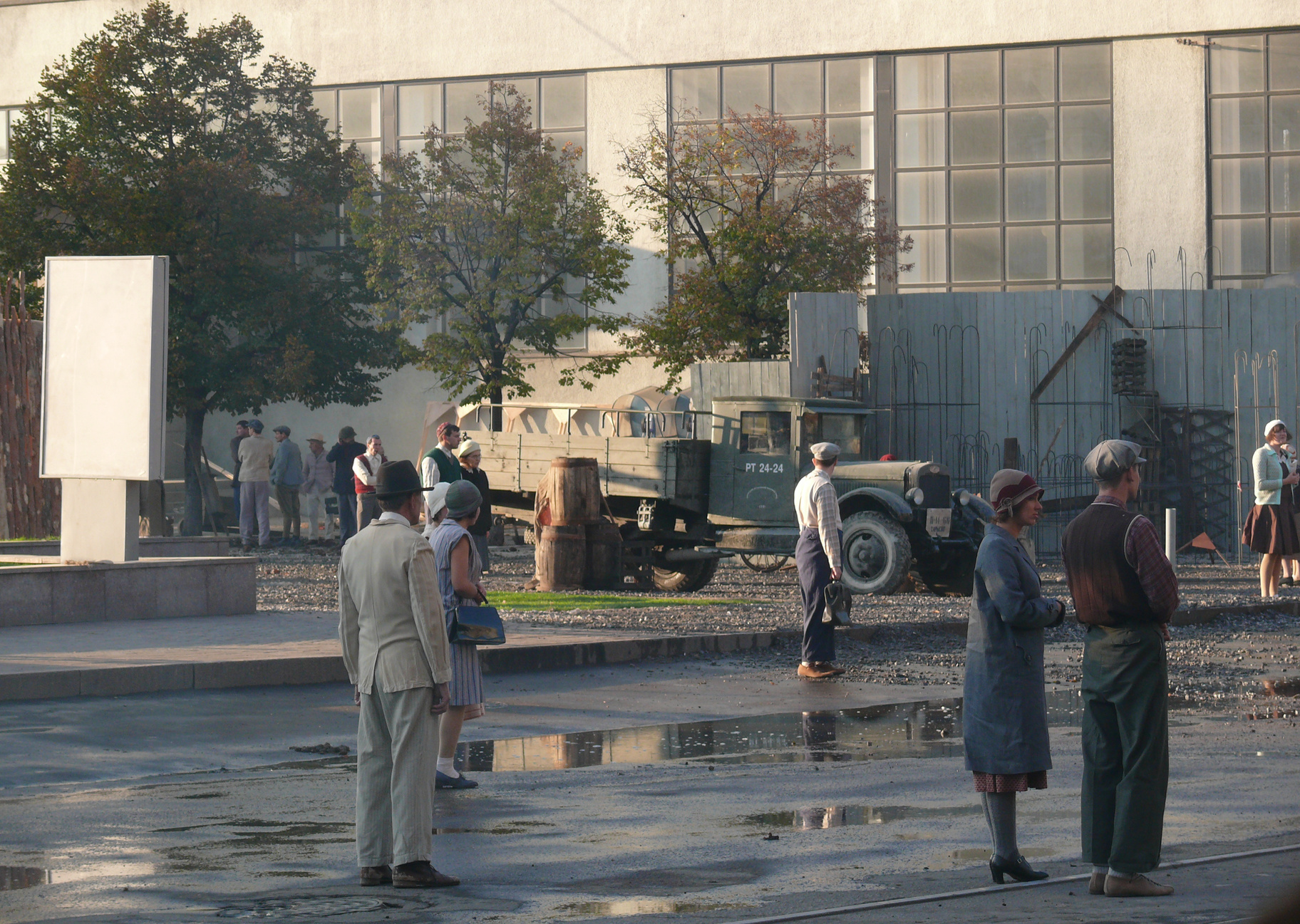
Filmando em Kharkiv

A preparação para as filmagens do filme começou em 2006 e as filmagens começaram em 2008 e duraram três anos. Em 2017,  The Daily Telegraph  informou que o filme ainda está sendo editado e que a produtora é citada como tendo dito:
Nosso projeto consiste em mais de 700 horas de material filmado em 35mm, com o qual a empresa está realizando filmes, séries de TV e uma série de documentários científicos e artísticos, além de um projeto trans-mídia 

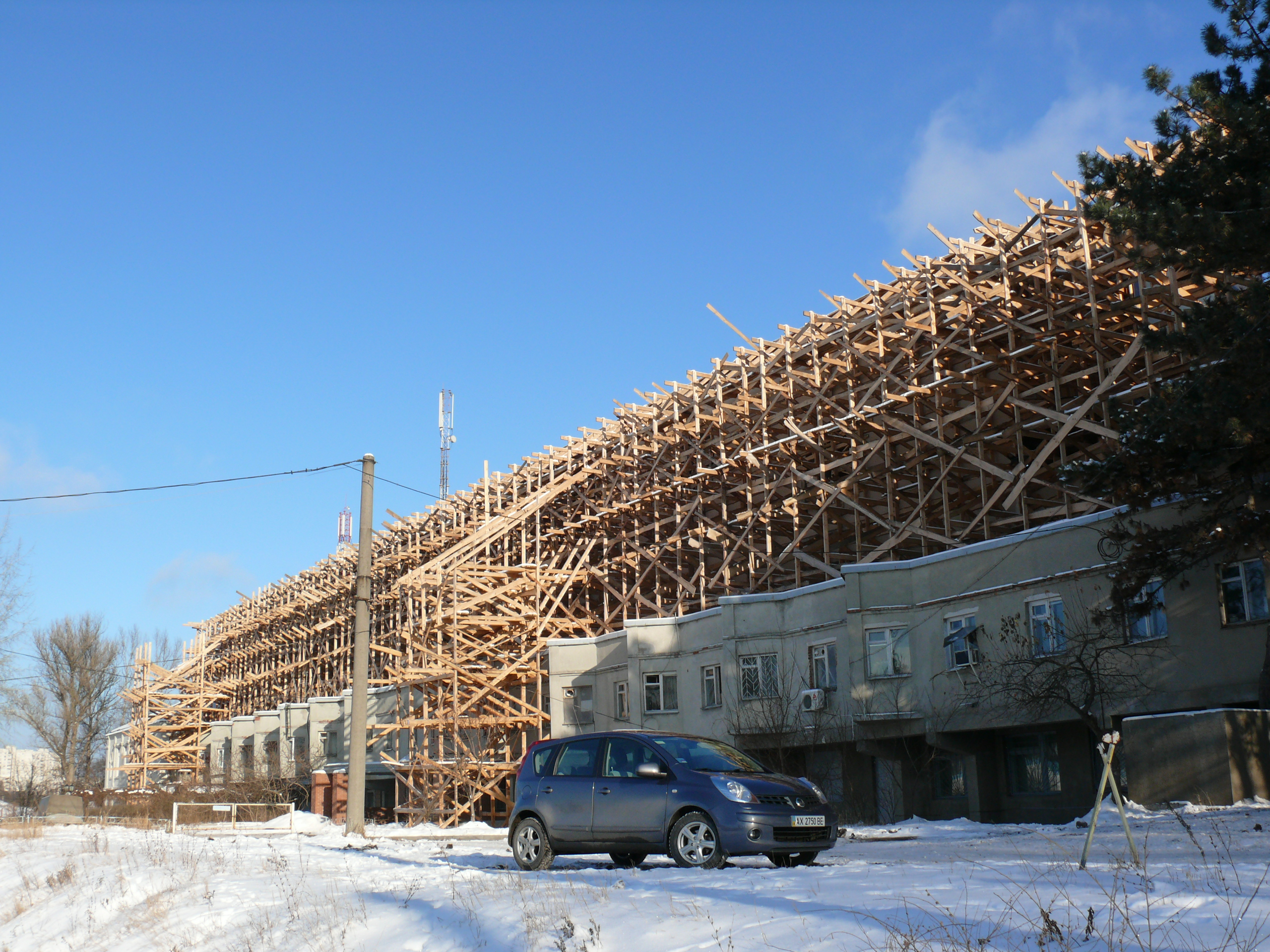
O Set no Instituto

As locações incluíram Azerbaijão, Rússia, Ucrânia, Alemanha, Reino Unido e Dinamarca. A maior parte do material filmado foi realizada em um cenário especialmente construído, chamado "O Instituto", em Kharkiv, nordeste da Ucrânia. 
O Instituto foi o maior estúdio de filmagem já construído na Europa, com uma área total de 12 000 m². Foi feita uma reconstrução criativa e dinâmica de um instituto de pesquisas soviético do período 1938-1968, de acesso restrito,  localizado em Moscou. As filmagens incluíram performances de várias personalidades, incluindo o líder neonazista russo Maxim Martsinkevich. Alguns atores viveram no Instituto 24 horas por dia. A destruição do set tornou-se  parte integrante da história e foi filmada em 8 de novembro de 2011.

## Exibição
A estréia mundial do filme fora programada para ocorrer durante o Festival de Cannes de 2011, mas o filme ainda não havia sido concluído.
O lançamento foi reprogramado para outubro de 2018, em Berlim (com eventos semelhantes, a seguir, em Paris e Londres) como uma operação em tempo integral durante um mês, em uma instalação de arte imersiva, com uma réplica do Muro de Berlim. A cidade finalmente não aprovou os planos, pois havia muito pouco tempo para as autoridades verificarem a segurança de um evento dessas proporções, e a empresa de produção só enviou os planos a menos de um mês do evento.

Imagens da flmagem em Chartiv
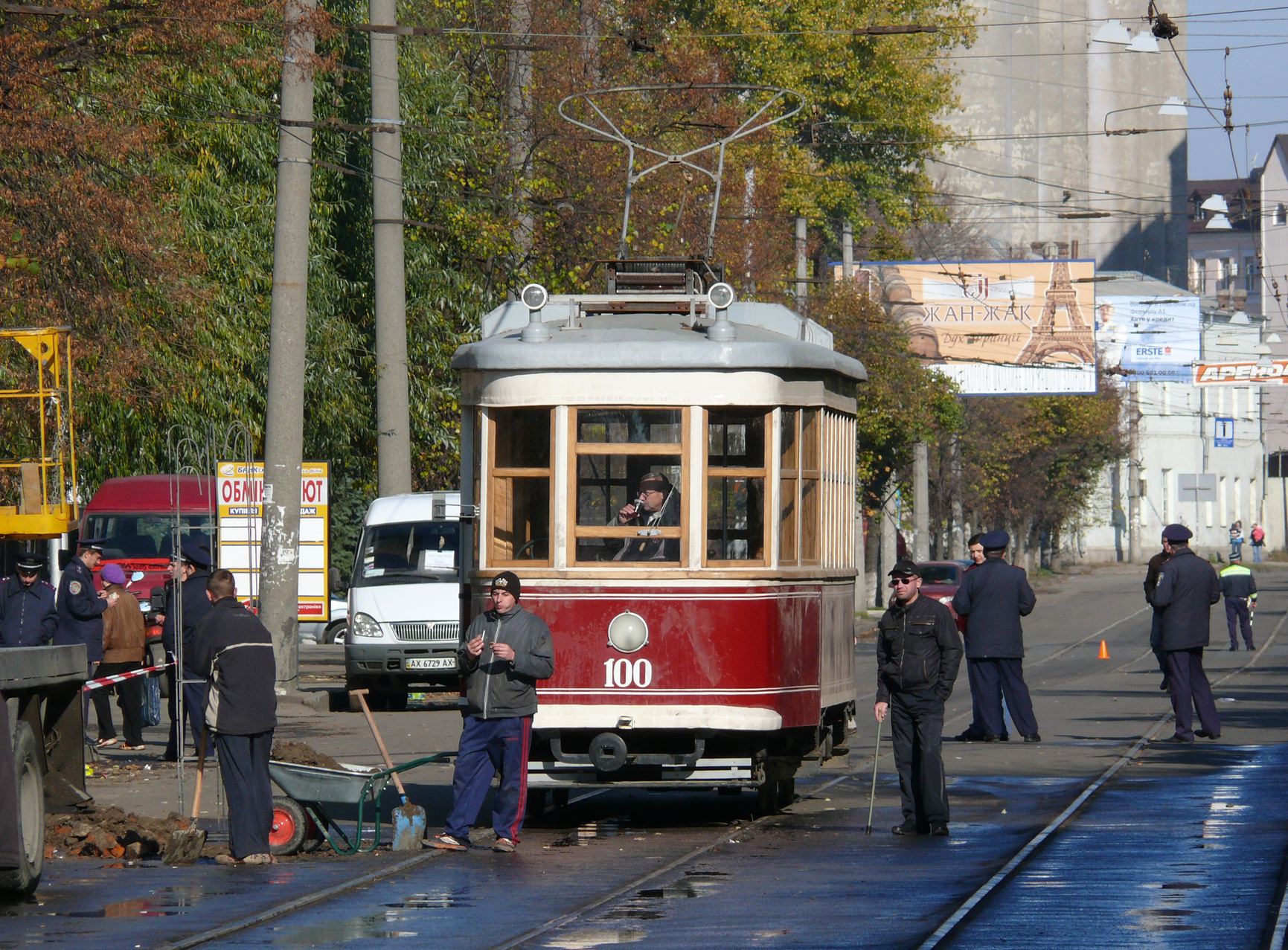
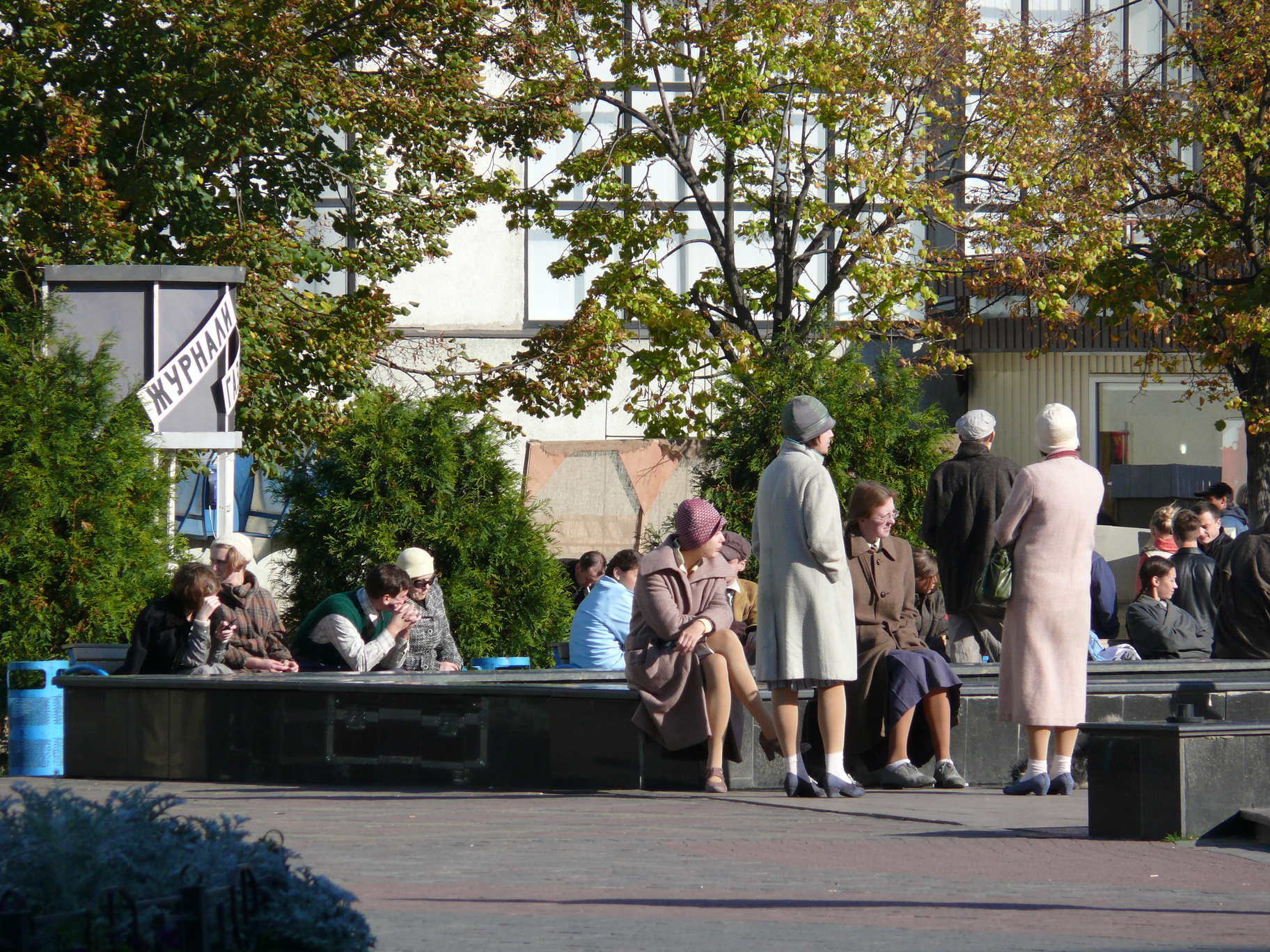
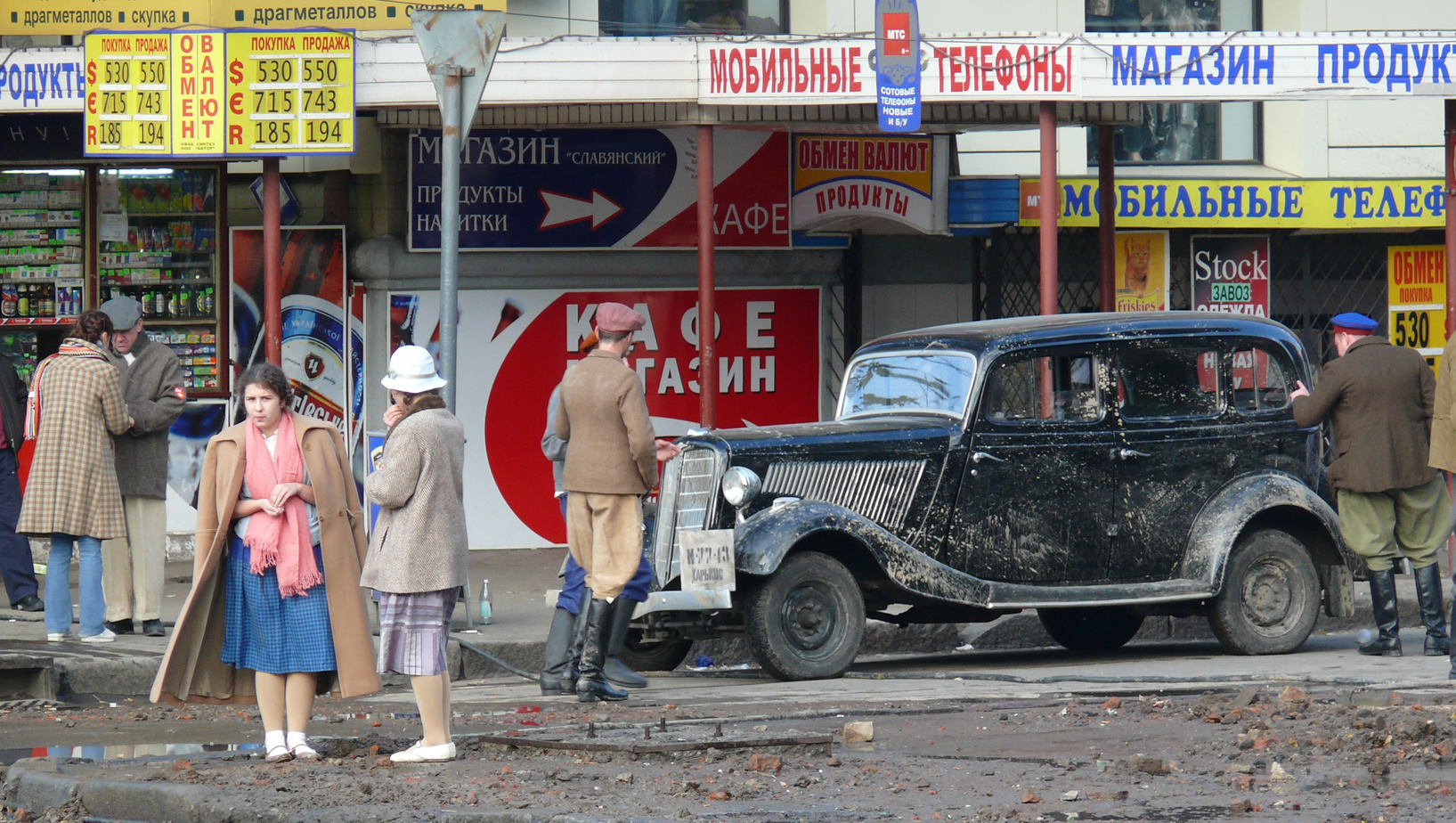
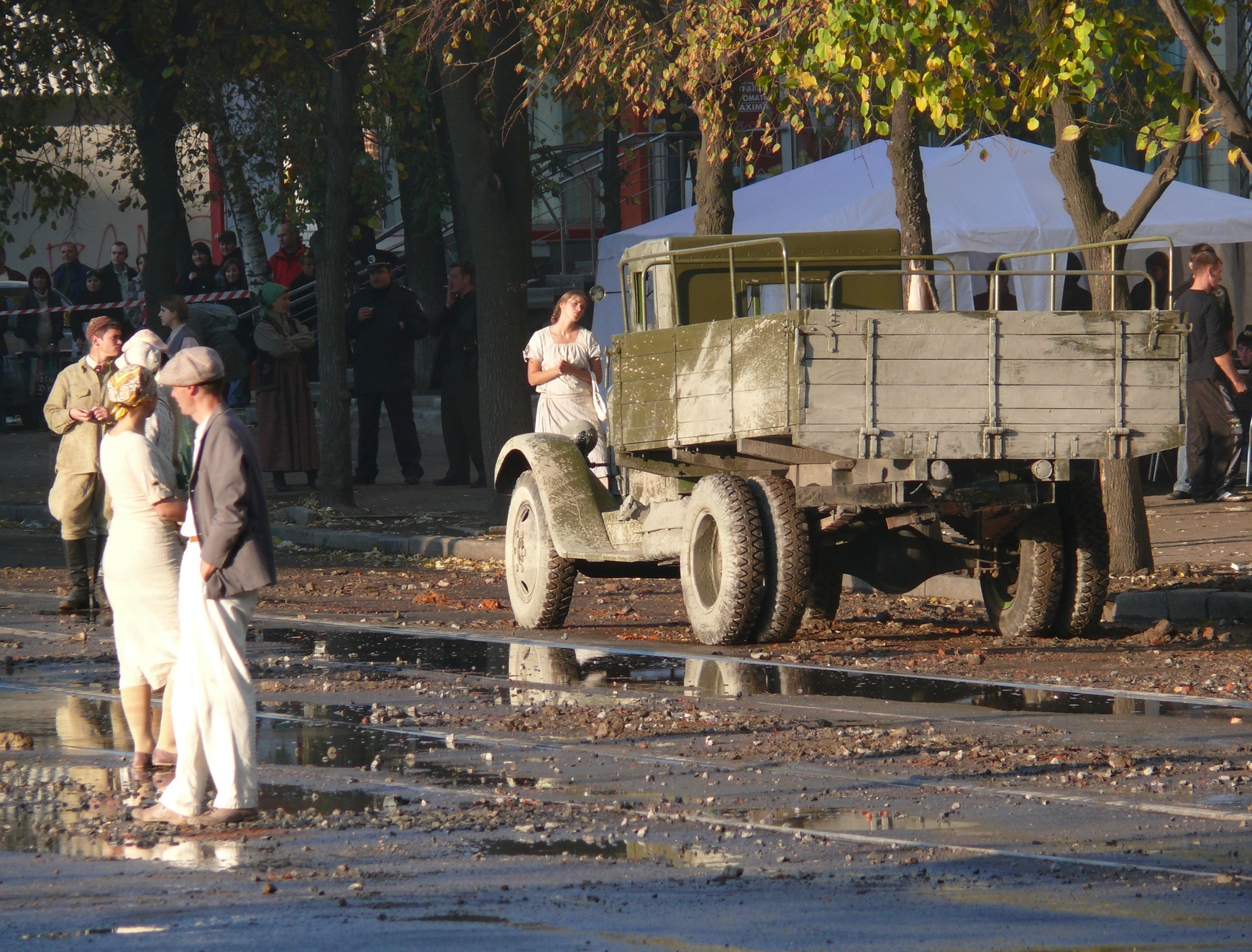

O projeto finalmente estreou em Paris, em 25 de janeiro de 2019, na forma de 12 longas-metragens separados, exibidos dentro de uma instalação que evocava o "Instituto" e abrangia o Centre Pompidou e dois teatros municipais, o Théâtre du Châtelet e o Théâtre de la Ville. Em vez de bilhetes, a entrada era por "vistos" de 6 horas, 24 horas ou uma duração ilimitada. Nos dois últimos casos, a visita era personalizada de acordo com um questionário psicométrico que o visitante era solicitado a preencher no momento da inscrição. O público entrava em um espaço intermediário, a meio caminho entre ruínas e um cenário de teatro contemporâneo soviético. Do crepúsculo ao amanhecer, os três locais eram ligados no céu pelo Triângulo Vermelho, uma escultura de luz inspirada na vanguarda russa do início do século XX. Foram previstas apresentações adicionais em Londres e Berlim.
Em abril de 2020, os dois primeiros filmes da série foram lançados para visualização online paga, com mais doze filmes listados no site oficial.
O crítico da revista Tablet, Vladislav Davidzon, escreveu que, com o imenso projeto teatral imersivo "Khrzhanovsky construiu um testamento para um ótimo filme que nunca será e nunca poderia ser. DAU é um enorme sucesso como uma façanha da vontade, mas um enorme fracasso da arte."

Instalação
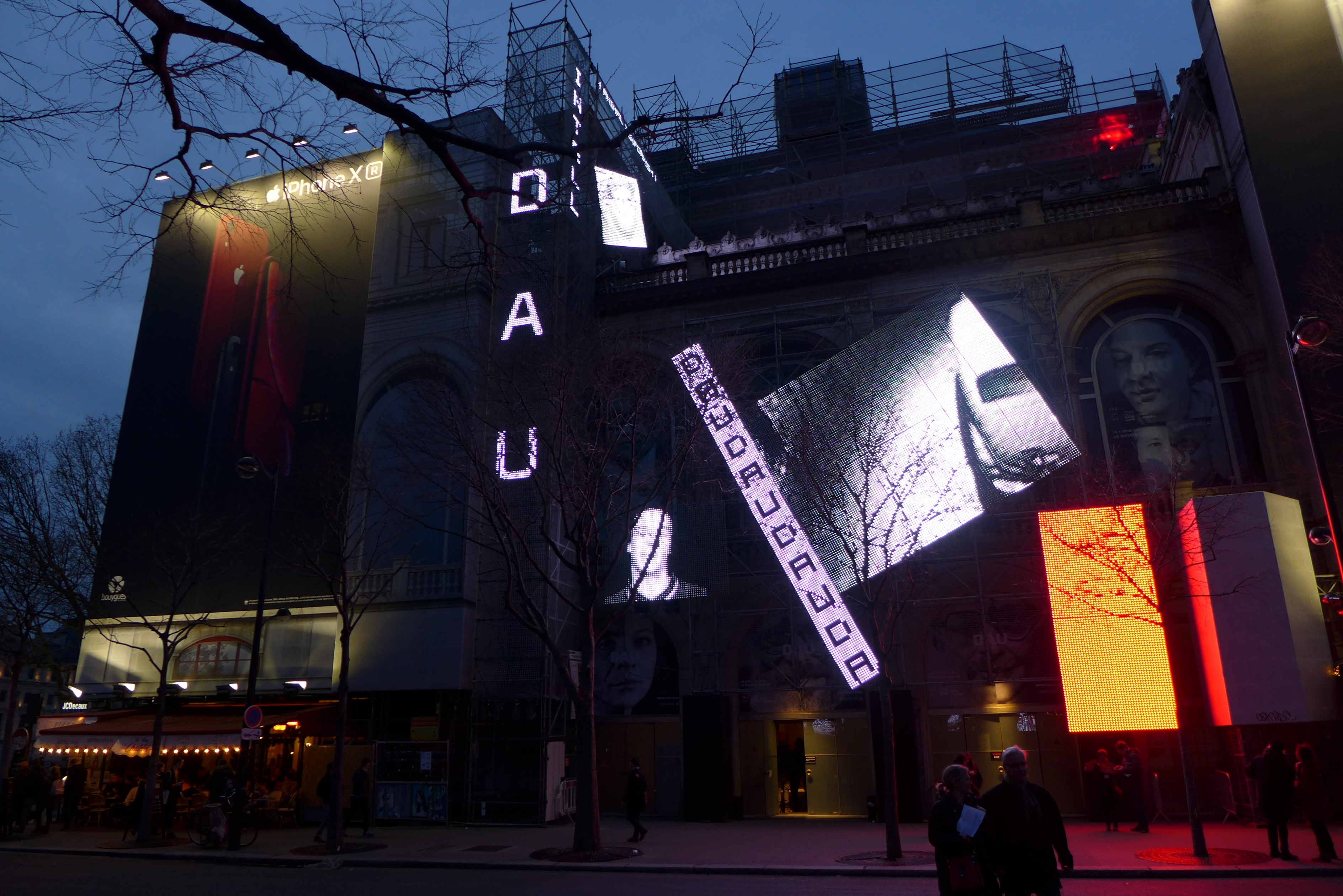
Projeto DAU Paris 2019 / Théâtre du Châtelet / Vista externa
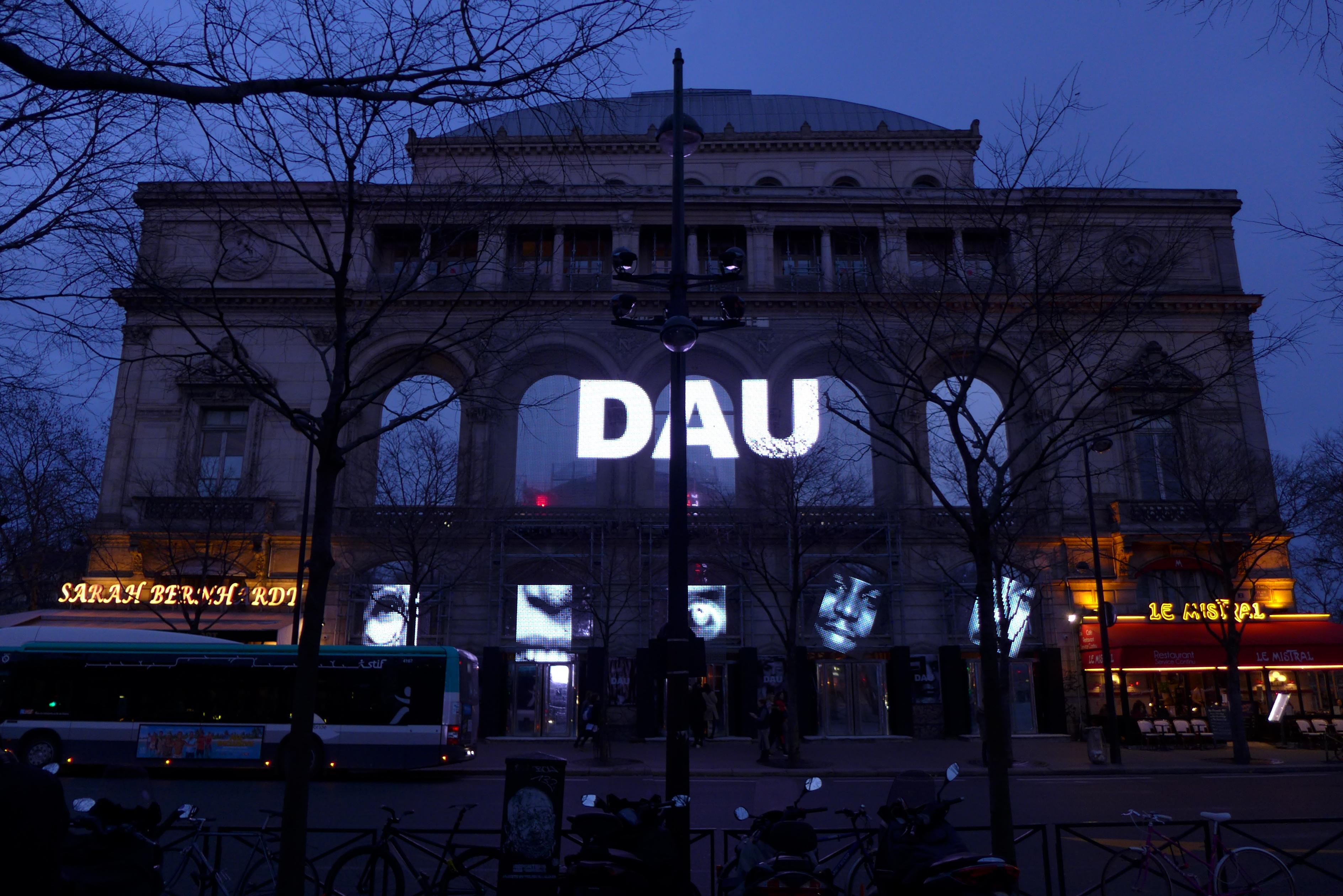
Projeto DAU Paris 2019 Théâtre de la Ville / Vista Interior
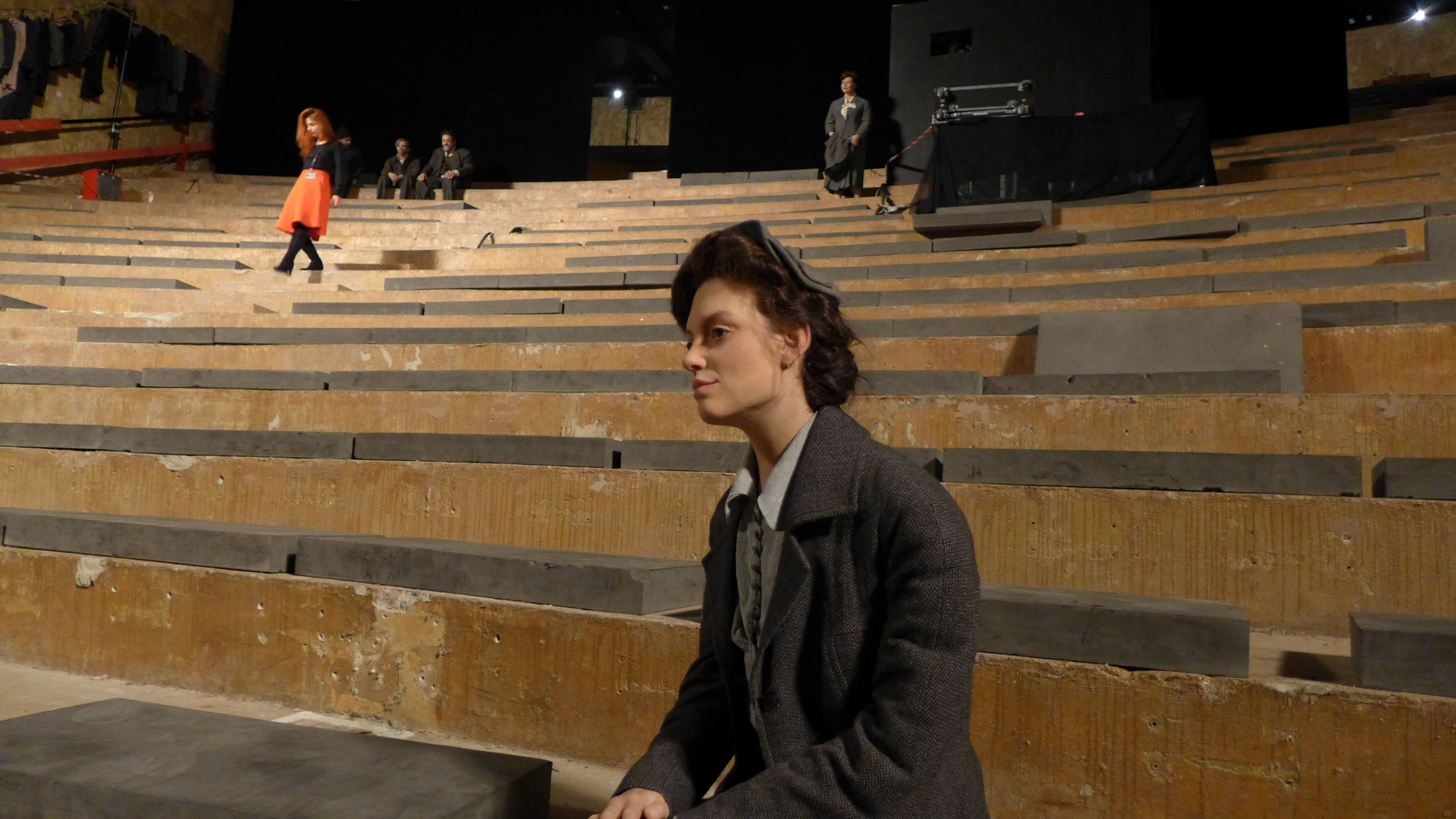
Projeto DAU Paris 2019. Théâtre  de la Ville / Vista Interior